# Crocidura wuchihensis
Crocidura wuchihensis là một loài động vật có vú trong họ Chuột chù, bộ Soricomorpha. Loài này được Wang mô tả năm 1966.